# 違法性阻却事由 (日本法)
違法性阻却事由（いほうせいそきゃくじゆう）とは、通常は違法とされる行為について、その違法性を否定する事由をいう。日本では、民法上のものと刑法上のものがある。

## 民法
不法行為の成立を否定する行為のこと。民法720条に規定される事由がこれに当たる。
- 正当防衛（民法720条1項） - 他人の不法行為から、自己または第三者の権利を守るために行った行為
- 緊急避難（民法720条2項） - 他人の物より生じた急迫の危難から、自己または第三者の権利を守るために、その物に対して行った行為

正当防衛と緊急避難については、刑法上の概念と異なる。

## 刑法
刑罰規定の構成要件に該当して、違法性が推定される行為について、その違法性がないとされる事由。刑法35条～37条に規定される事由があたる。
- 正当行為（刑法35条） - 法令行為・正当業務行為
- 正当防衛（刑法36条1項） - 急迫不正の侵害に対して、自己または第三者の権利を守るために行った行為
- 緊急避難（刑法37条1項） - 自己または第三者に対する現在の危難を避けるため、侵害以外に対して行った避難行為
- 自救行為
- 被害者の同意

正当防衛と緊急避難については、民法上の概念と異なる。

## 超法規的違法阻却事由
超法規的違法阻却事由（ちょうほうきてきいほうそきゃくじゆう）とは、法律上規定されている違法性阻却事由には該当しないが、法律の解釈上、違法性を阻却する事由のこと。被害者がその行為について承諾していた場合、又は保護法益を放棄した場合、行為をするように自ら求めた場合などに適用されることがある